# Nothocremastus brunneipennis
Nothocremastus brunneipennis là một loài tò vò trong họ Ichneumonidae.